# کلسیم سیانید
کلسیم سیانید (به انگلیسی: Calcium cyanide) با فرمول شیمیایی Ca(CN)2 یک ترکیب شیمیایی با شناسه پاب‌کم 11590 است. که جرم مولی آن 92.1128 g/mol می‌باشد. شکل ظاهری این ترکیب، پودر سفید است.
مانند دیگر سیانید ها، این ترکیب نیز بسار سمی و کشنده است.